# 성남시구미도서관
성남시구미도서관은 경기도 성남시 분당구 구미동 소재의 도서관이다.

## 연혁
- 2006년 2월 15일 구미도서관 건축공사 착공
- 2007년 10월 19일 구미도서관 개관 준비단 구성
- 2007년 11월 1일 정보문화센터 건축공사 준공
- 2008년 2월 12일 구미도서관 건축공사 준공
- 2008년 4월 16일 구미도서관 개관

## 시설현황
- 4층 - 영사실, 일반열람실
- 3층 - 시청각실, 제2문헌정보실 및 연속간행물실
- 2층 - 전자정보실, 제1문헌정보실, 보존서고
- 1층 - 어린이·가족열람실, 장애인열람실, 사무실
- 지하1층 - 매점, 세미나실, 식당, 제1~2문화교실